# Hierro (manzana)
Hierro es el nombre de una variedad cultivar de manzano (Malus domestica) Está cultivada en la colección del Banco de Germoplasma del manzano de la Universidad Pública de Navarra con el Nº BGM267, de ejemplares procedentes de esquejes localizados en Navarra).

## Sinónimos
- "Manzana Hierro",[7]
- "Hierro Sagarra".[8][9]

## Características
El manzano de la variedad 'Hierro' tiene un vigor medio. El árbol tiene tamaño medio y porte erecto, con tendencia a ramificar media, con hábitos de fructificación en ramos cortos y largos; ramos con pubescencia débil; presencia de lenticelas muy escasa; grosor de los ramos medio; longitud de los entrenudos corta.
Tamaño de las flores medias, disposición de los pétalos tangentes; época de floración media, con una duración de la floración media. Incompatibilidad de alelos S2 S3.
Las hojas tienen una longitud del limbo de tamaño medio, con color verde oscuro, pubescencia presente, con la superficie poco brillante; forma del limbo es cordiforme, forma del ápice apicular, forma de los dientes ondulados, y la forma de la base del limbo redondeado. Plegamiento del limbo con porte erguido; estípulas filiformes; longitud del pecíolo corto.
La variedad de manzana 'Hierro' tiene un fruto de tamaño medio, de forma globoso aplastada; con color de fondo verde, con sobre color de importancia bicolor, color del sobre color rojo, reparto del sobre color en placas continuas, y una sensibilidad al "russeting" (pardeamiento áspero superficial que presentan algunas variedades) ausente o muy débil; grosor de pedúnculo medio, longitud del pedúnculo medio, profundidad cavidad pedúncular grande; profundidad de la cavidad calicina es grande; apertura del ojo cerrado; color de la carne verdosa; acidez media, azúcar medio, y firmeza de la carne alta.
Época de maduración y recolección muy tardía. Se usa como manzana de mesa.

## Susceptibilidades
- Oidio: ataque medio
- Moteado: ataque débil
- Fuego bacteriano: ataque débil
- Carpocapsa: no presenta
- Pulgón verde: ataque medio
- Araña roja: ataque débil[4][12]